# Hypnale hypnale
Hypnale hypnale là một loài rắn trong họ Rắn lục. Loài này được Merrem mô tả khoa học đầu tiên năm 1820.

## Hình ảnh

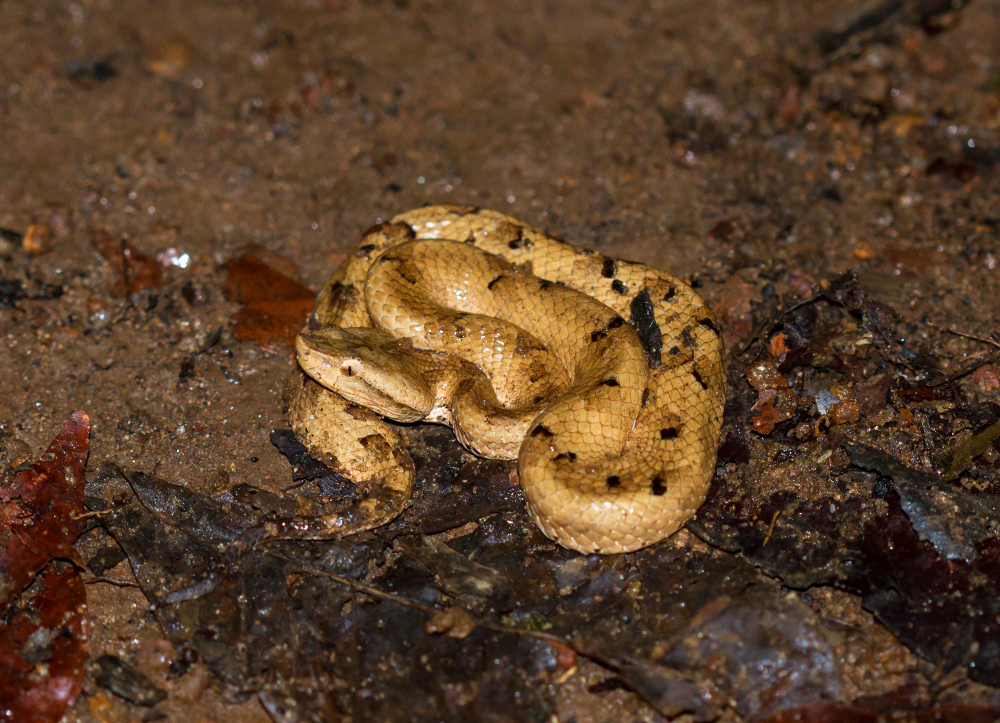
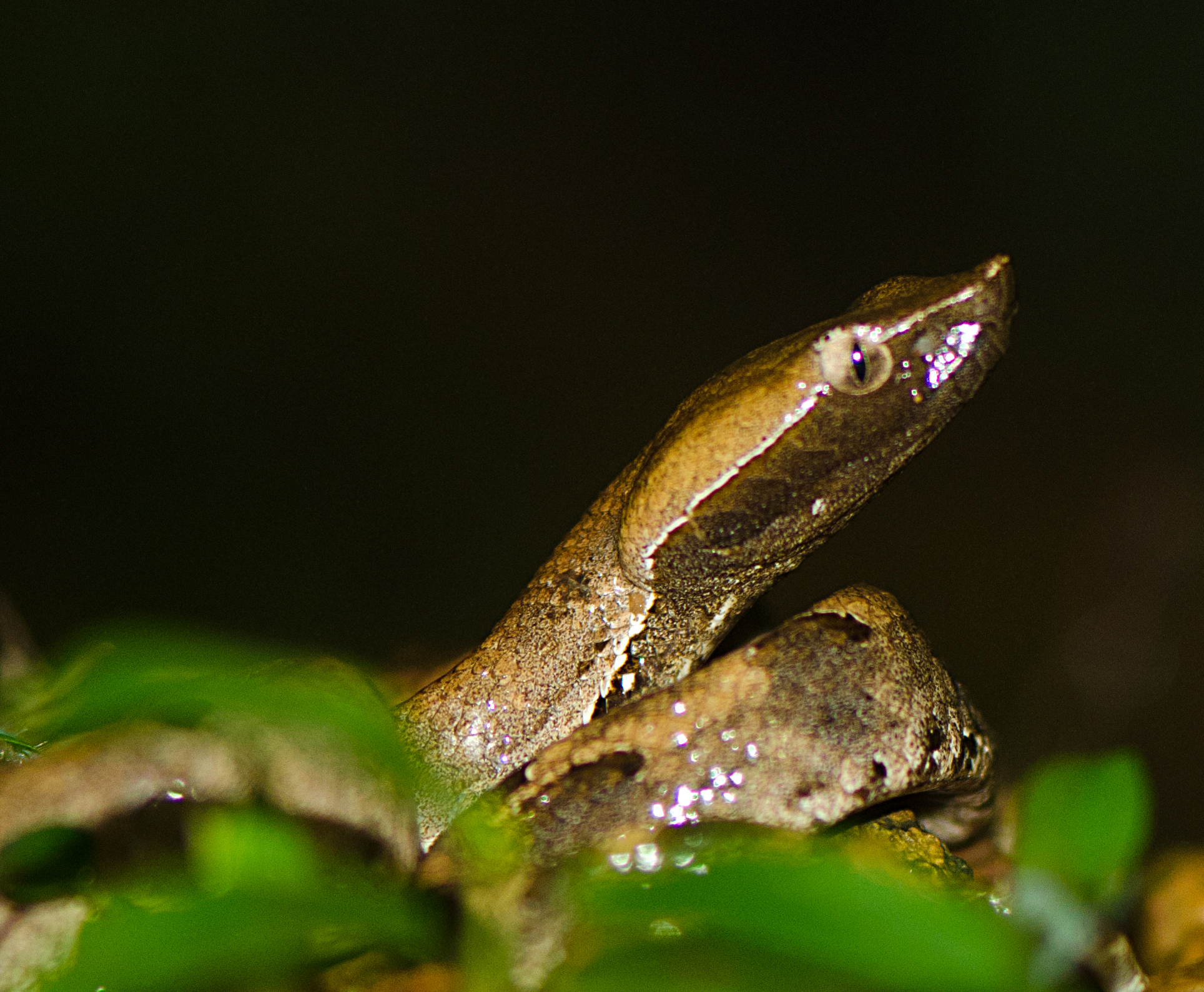
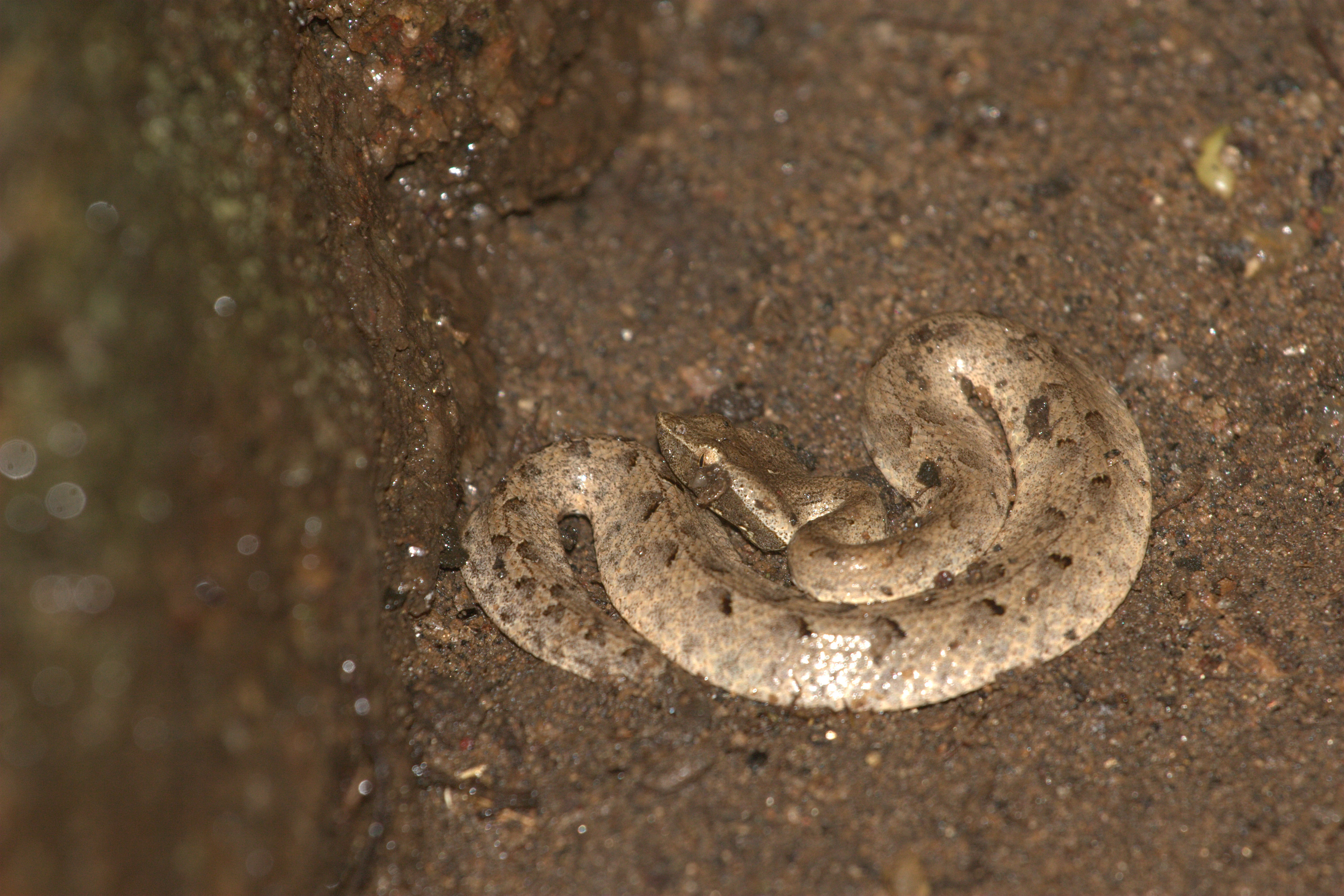
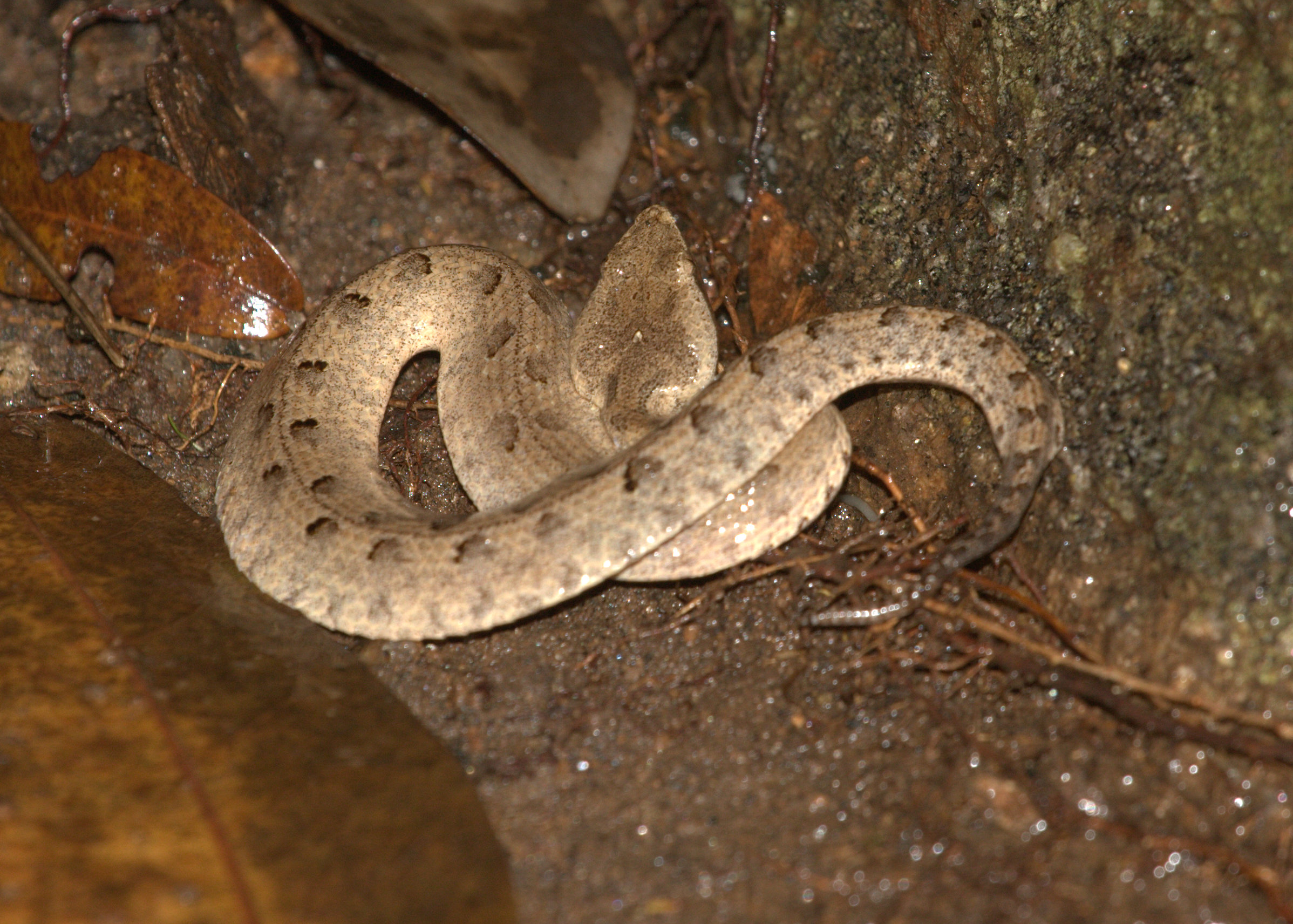